# Muhammad Zaman Mirza
Muhàmmad Zaman Mirza fou gendre de Baber i cunyat de Humayun, membre de la tribu afganesa dels Lodi, que per poc temps fou sultà de Gujarat el 1537.
Per qüestions polítiques fou empresonat a Bayana per orde del seu cunyat Humayun, però va aconseguir fugir i es va refugiar a Gujarat on Bahadur Xah Gudjarati li va adonar acollida. Mort el sultà de Gujarat assassinat a traïcio pels portuguesos davant de Diu el febrer de 1537, a Gujarat es va instal·lar la confusió per l'absència d'hereu.
Llavors Muhàmmad Zaman Mirza, va aspirar al tron i va fer un conveni amb els portuguesos pel qual els cedia Mangrol i Daman i una banda de terra a tot el llarg de la costa, a canvi del seu suport, i de ser reconegut com a sobirà de Diu que podria ser administrat pels portuguesos; però els nobles van aixecar un exèrcit contra Zaman que el va derrotar i va haver de fugir cap a Delhi.
Els nobles van cridar a l'hereu Miran Muhàmmad Xah I de Khandesh però aquest va morir de malaltia de camí cap a Ahmedabad, el 4 de maig de 1537. El seu fill Raja Ahmad Xah, que el va succeir a Khandesh i nominalment a Gujarat, fou apartat del poder per la noblesa khandesiana al cap de pocs dies o setmanes sense arribar mai a Gujarat, sent proclamat el seu oncle Miran Mubarak Xah II que va reclamar la successió. Però la noblesa de Gujarat va proclamar llavors sultà a Mahmud Khan, fill de Latif Khan, un germà rebel de Bahadur Xah. Mahmud estava precisament sota custòdia de Miran Mubarak Xah II i aquest es va negar a deixar-lo marxar però l'exèrcit gujarati dels nobles va derrotar l'exèrcit de Khandesh i va rescatar a Mahmud que només tenia 11 anys i fou coronat com Mahmud Xah III.

## Referència
M.S. Comissariat, History of Gujarat, Londres 1928, reedició Bombai 1957